# Summer of Love

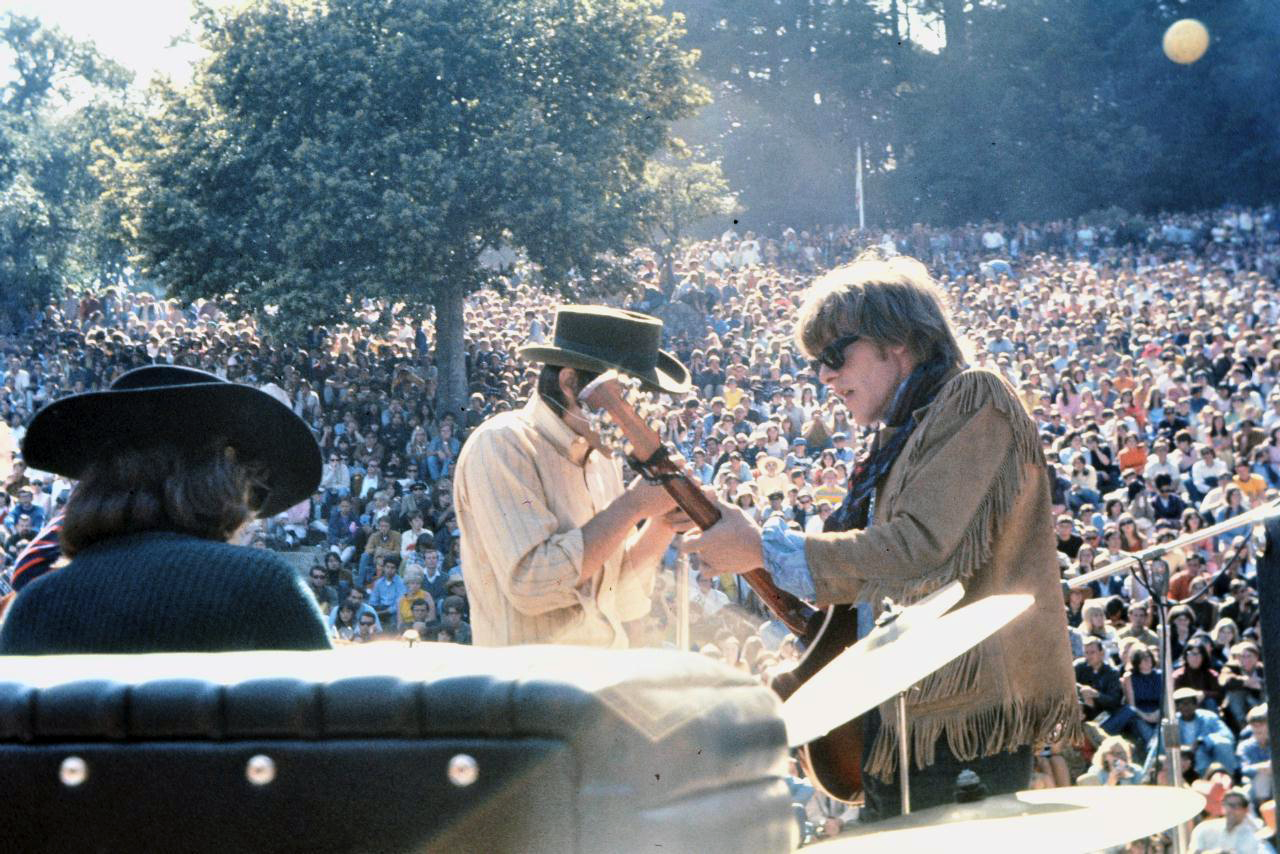
Spencer Dryden, Marty Balin, och Paul Kantner från Jefferson Airplane uppträder på Fantasy Fair, juni 1967.

Summer of Love var ett socialt, politiskt och kulturellt fenomen 1967 i USA, och delar av Europa, som kretsade kring hippieideal, med musik, psykoaktiva droger, antikrigspropaganda och sexuell frihet. Ett startskott var när mer än 100 000 personer samlades i Haight-Ashbury-kvarteret i San Francisco.
Hippies samlades i New York, Los Angeles, Philadelphia, Seattle, Portland, Washington, DC, Chicago, Miami, Montreal, Toronto, Vancouver, och runtom i Europa, men centrum för hippierevolutionen var San Francisco, Summer of Love kom att definiera 1960-talet, då hippiemotkulturen blev känd hos allmänheten. Efter detta blev alternativa livsstilar och ideal allt vanligare under de kommande åren. Bland dessa kan nämnas gemensam fördelning av resurser och fri kärlek.
Samtidigt var sommaren 1967 en av de våldsammaste i USA:s historia på grund av raskravaller och uppror på platser som Detroit och Newark. Denna aspekt gör att man även talar om 1967 som den "Långa, heta sommaren". Orsaken till våldet anses ha varit rasdiskriminering mot afroamerikaner, och frustrationen och ilskan detta ledde till.